# Drapeau de la Ligue arabe

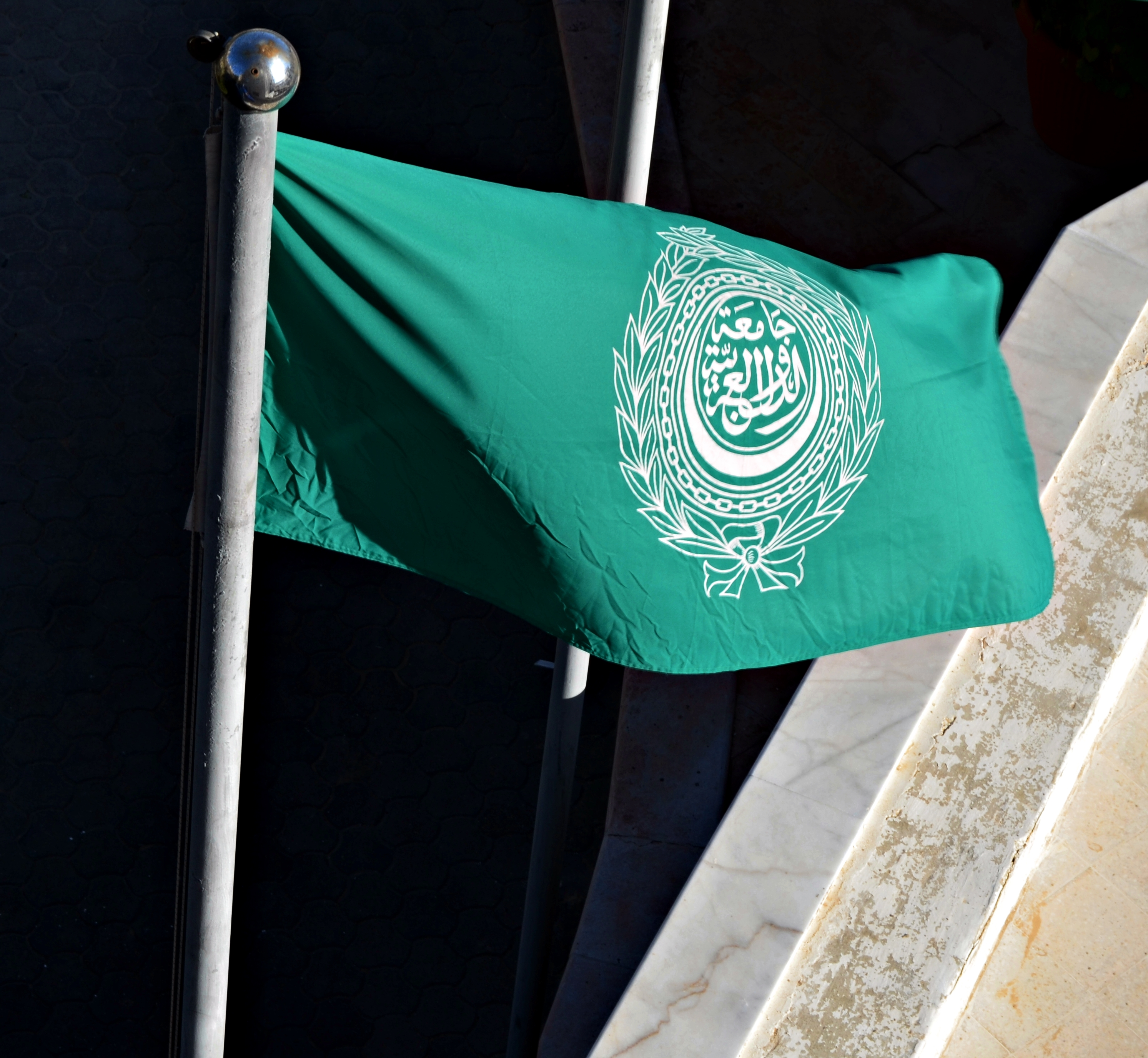
Le drapeau de la Ligue arabe déployé à Amman, en Jordanie.

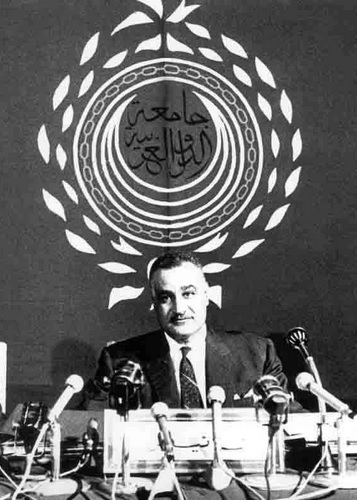
Gamal Abdel Nasser s'exprime au sommet de la Ligue arabe de 1965 à Casablanca, au Maroc, devant l'emblème de la Ligue arabe.

Le drapeau de la Ligue arabe est un drapeau adopté en 1945 pour représenter la Ligue arabe.

## Description
Le fond vert et le croissant représentent l'Islam. Le nom officiel de l'organisation est inscrit au centre en caractères calligraphiques arabes : جامعة الدول العربية (Jāmiʿat ad-Duwal al-ʿArabīyah), ce qui signifie littéralement en arabe « Rassemblement des États arabes ». Une chaîne dorée, faite de vingt maillons représentant les vingt pays arabes membres de la ligue à l'époque de l'adoption du drapeau, entoure le croissant et la calligraphie, elle, est un symbole d'unité. Le tout est entouré d'une couronne de lauriers, symbole de la victoire.

## Variantes
D'autres drapeaux existent, habituellement arborés lors de sommets, comme celui du sommet de la Ligue arabe 2002 à Beyrouth. Peuvent varier :
- les couleurs (blanc à la place du vert, laurier vert à la place de blanc, croissant jaune à la place du blanc, écriture noire à la place de celle en blanc, chaîne rouge à la place du dorée),
- et les formes (par exemple plus resserrées).

## Histoire
Le drapeau a été adopté en 1945, année où l'organisation a été fondée.